# Wilhelm Berall
Wilhelm Berall (geboren 16. Oktober 1869 in Sereth, Bukowina; gestorben 30. Juli 1935 in Wien) war ein österreichischer Mediziner und Jurist.

## Leben
Er war der Sohn des Kaufmanns Herz Berall und dessen Ehefrau einer geborenen Leiter. Seine Heimat war die Südbukowina, wo er auch die Schule besuchte. Danach studierte er an der Universität Wien. Seine Promotion zum Dr. med. erfolgte dort am 28. Februar 1896. Er sammelte zunächst praktische Erfahrungen in mehreren Spitälern in Wien. Daneben nahm er 1904 noch ein Studium des Rechtswissenschaften an der Universität Wien auf, dass er 1908 als Jurist abschloss. Danach ließ er sich als praktizierender Arzt in Wien II, Heinestraße 2 nieder. Überregional bekannt als Mediziner wurde er durch mehrere medizinische Publikationen. Insbesondere sein 1920 erschienenes Buch über Geschlechtskrankheiten fand aufgrund der gemeinverständlichen Darstellung größere Verbreitung.
Berall wurde auf dem Wiener Zentralfriedhof bestattet.

## Schriften (Auswahl)
- Wahrheit und Klarheit über die Geschlechtskrankheiten. Ärztlicher Ratgeber für Mann und Weib zur Verhütung und Heilung der Geschlechtskrankheiten. Kommissions-Verlag A. Mejstrik, Wien o. J. 1909.
- (unter Mitwirkung von E. Firter): Chemisches Praktikum für Mediziner und Pharmazeuten sowie zum Privatstudium. [...] Gründliche Anleitung bei den praktischen Uebungen im chemischen Laboratorium. Schönfeld Kommissions Verlag, Wien. 1914.
- Verhütung und Heilung der Geschlechtskrankheiten, gemeinverständlich dargestellt. Schönfeld Kommissions Verlag, Wien o. J. [1920].
- Chemisches Praktikum für Mediziner und Pharmazeuten. Anorganische und organische Chemie, Maß- und Gewichtsanalyse, Harnanalysen, physiologisch-chemische Untersuchungen, Alkaloide etc. Gründliche Anleitung für Rigorosanten bei den praktischen Übungen im chemischen Laboratorium. A. Schönfeld, Wien, 1921.